# 夢幻の如く
『夢幻の如く』（ゆめまぼろしのごとく）は、本宮ひろ志による日本の漫画作品。『スーパージャンプ』（集英社）にて1991年から1995年にかけて連載された。コミックは全12巻。最終巻となる12巻にはページ数の関係で、前後篇の短編読み切りが掲載されている。

## あらすじ
1582年（天正10年）、本能寺の変で自害したはずの織田信長は「天からの一筋の光」に導かれて家臣の森蘭丸とともに命を救われる。信長は「これは神が『まだ死んではならぬ。お前には天から課された使命がある』として我を救ったのだ」と悟った。
信長は「天地夢ノ助」と偽名を使い、家臣の羽柴秀吉の天下取りに協力し史実通りにことを運ぶ。やがて自らの正体を明かした夢ノ助こと信長は、実際の歴史では果たすことが出来なかった天下統一を成し遂げ、その野望は海を越え中国、モンゴル、そしてヨーロッパをも手に入れるという「世界統一」を目指す。

## 登場人物

### 日本
織田信長
主人公。苛烈さは弱まり寛容な性格になっている。海外進出に自ら乗り出すために、あえて「秀吉に日本を任せる」ことを前提に本能寺の変以後も名乗りを上げず史実通りに世の中を動かす。決着がついた後、家臣たちの前に姿を現した。
日本国中の兵力を結集して海外に乗り出す予定だったが、予想外の家康の裏切りにより、恒興を喪いながら一万足らずの軍勢で慌てて脱出した挙句、嵐に遭遇して関心のなかった満州に漂着する。そこで遭遇した満州人の族長ヌルハチを心服させ、モンゴルでチンギス・ハーンの遺体と面会し覇者と認められ、遺産を手に入れ民族ごと従わせる。また、支配地には軍事費を減らしたことにより税金を軽くさせるなど、革新的な方法で平和をもたらした。対戦相手のロシア軍すら従わせ怒涛の勢いで西進するが、ヨーロッパ連合軍と戦う直前に単身でペルシャへ向かい、実子・夢暴丸に後事を託して表向きの死を選ぶ。その死に激怒した夢暴丸によってヨーロッパ連合軍が滅び、1600年に世界征服が成された後、再合流した蘭丸とともに新大陸・北アメリカに渡り、一老人としてインディアンとともに暮らした。
森蘭丸
信長の小姓。常に信長の身を案じて傍に控える真面目な性格だが、それ故に「オカマ」や「ホモ」呼ばわりされる事もある。海外に出たときに短期間だけ本来の歴史に戻り、天下人となった秀吉と対面する。光秀を嫌っており、その理由は「あの甲高い声を聞いただけで虫唾が走る」から。ふとした弾みから、モンゴル人の少女・セルゲイと恋に落ち結婚。子供も授かって遊牧民として生活するが、信長の異変を察し、置手紙を残して妻子の前から姿を消す。その後、信長に再合流し、ともに北アメリカに渡った。
織田夢暴丸
月奈と信長の子供。手の付けられない悪ガキだが、幼少期に忍術全般や戦術・戦法、動物との会話もマスターするなど、父譲りの常人離れしたところを見せる。家康に伊賀の里を焼かれた後は真田十勇士を頼って信州を経由して江戸城に捕われた母の救出をしようとするが失敗し、叔父である半蔵と守役の須藤五郎座衛門を喪いながら辛うじて脱出。その後、父の正体を知って自らも海を渡り、モンゴルで対面する。月奈奪還のため、秀吉らとともに大艦隊を率いて江戸城に攻め寄せ、家康を降伏させた。表向きの死を装った信長の後を受けて織田軍の総司令官となり、ヨーロッパ連合軍を降伏させ世界を統一する。
羽柴秀吉
信長の家臣。本能寺の変の後は信長の後継者として天下取りを企むも、信長(夢ノ助=信長をすぐに理解)の存命を知り方向転換。天下統一後は信長の命により西国の統治を任される。後に信長に付いて海外遠征し活躍する。月奈奪還のための遠征軍に同行し、降伏した家康を徹底的に締め上げ、入れ替わりで日本の統治を任される。
徳川家康
信長の同盟者。天下統一後は信長の命により東国の統治を任されるも、信長たちが海外遠征に出ようとした時を見計らって裏切る。その後、信長派の大名を討伐し、征夷大将軍に任じられ江戸幕府を開く。夢暴丸を産んだ服部半蔵の妹・月奈を捕えて監禁する。
幕府体制を安定させた後に鎖国を敷こうとするが、光秀からの報告を受け沿岸の防備を固めるも、月奈奪還のためにやってきた夢暴丸と秀吉が率いる大艦隊の猛攻撃を受け、成す術も無く降伏させられた。降伏後、秀吉から徹底的に絞られ、信長からの書状による命令で海外に連れて行かされ、目を見開かせられる。
明智光秀
信長の家臣。朝廷を尊重しない信長についていけず本能寺の変を起こす。秀吉に敗れ去った後は家康に密かに拾われ「天海」と名を代え僧侶となった(本作は光秀＝天海の説を採用している)。ことある度に信長を付け狙い、その動向を探るために家康の命で、石舟斎とともに海外に派遣される。
柴田勝家
信長の家臣。賤ヶ岳の戦いで秀吉に敗れるが、死ぬ直前に信長に出会い、信長の海外遠征に加わる。
池田恒興
信長の家臣。小牧・長久手の戦いで信長と再会し海外遠征に加わるが、家康の裏切りから信長を逃がすために殿を務め、家康軍を率いる光秀隊相手に奮戦し、信長の眼前で戦死する。遺骨は信長によって、「忠義の功」として世界一高い山(エベレスト)の峰に埋葬し直された。
森長可
信長の家臣。小牧・長久手の戦いで弟・蘭丸を通じて信長と再会し、海外遠征に加わる。
黒田官兵衛
秀吉の軍師。秀吉に天下を取らせるため、秀吉を扇動したり信長暗殺を図るなど暗躍するが、小牧・長久手の戦いで信長暗殺を諦め、海外遠征に加わる。
蜂須賀小六
秀吉の家臣。官兵衛と異なり、信長に積極的に協力する。
加藤清正
秀吉の家臣。夢ノ助の補佐を命じられる。夢ノ助を「おっさん」呼ばわりし反感を抱いていたが、正体を知ってからは命令に服従するようになり、海外遠征に加わる。
福島正則
秀吉の家臣。清正と同様に夢ノ助に反感を抱いていたが、正体を知ってからは命令に服従するようになり、海外遠征に加わる。家康が夢暴丸に降伏した頃にはマニラ留守居役の任に就いている。
服部半蔵
伊賀忍者の頭領。家康の命を受け、秀吉に押されていた勢力を挽回するため、信長の身柄を確保しようとする。信長が出国した後、密かに夢暴丸を育てていたことが発覚し、里を焼き討ちにされ追われる身となる。処刑されようとしていた月奈を助けるために刑場に現れ、同じく刑場に現れた夢暴丸を逃がすため盾となり石舟斎に殺される。
柳生石舟斎
大和の剣豪。信長に世界認識の狭さを面罵され、それ以来信長を憎んでいる。月奈の処刑を利用して夢暴丸を殺そうとするが、半蔵や真田十勇士の妨害に遭い失敗する。そのことを家康に叱責され、天海とともに信長の動向を探るため、海外に派遣される。
真田幸村
信濃の大名・真田昌幸の次男。夢暴丸を気に入り、ともに大陸に渡る。モンゴルで信長軍に合流し、海外遠征に加わる。
猿飛佐助
幸村の家臣。真田十勇士の一人。夢暴丸の兄貴分として彼の世話を焼いている。
石川五右衛門
伊賀出身の大泥棒。夢暴丸を気に入り、ともに大陸に渡る。月奈奪還戦にも参加し、彼女と夢暴丸の再会を泉下の半蔵に涙を流しながら報告する。
服部月奈
服部半蔵の妹。信長に求められ夜伽の相手をし、夢暴丸を産む。そのため、家康に捕らえられ毒薬で自害を図るも一命は取り留めた。その後は江戸城に幽閉されていたが、夢暴丸と秀吉の大艦隊によって家康が降伏した際に救出され、夢暴丸との再会を果たす。
伊達政宗
奥羽の大名。信長・家康の双方に肩入れせずに独自の勢力を保つ。夢暴丸と秀吉の大艦隊が攻めて来た際に家康を見限り、秀吉に味方する。家康の降伏後は奉行として秀吉の補佐を務める。
毛利輝元
中国地方の大名。家康に与し水軍を率いて信長の海外脱出を阻もうとするが、鉄甲船の反撃を受け全滅する。夢暴丸と秀吉の大艦隊が攻めて来た際に家康を見限り、秀吉に味方する。家康の降伏後は奉行として秀吉の補佐を務める。
徳川秀忠
家康の嫡男で跡継ぎ。家康の命令で日本に戻ってきた織田の船団に対する守りを命じられる。
鳥居元忠
家康の家臣。秀忠の後継に賛意を示す。
島津義久
薩摩の大名。家康降服後に毛利・伊達・上杉と共に秀吉の補佐を務める奉行に任命される。

### 海外
ヌルハチ
女真を治める、満州人の族長。信長に心服し勧められ明を征服、清を興し皇帝に即位する。息子の一人、ホンタイジは夢暴丸の弟分。
イワン雷帝（イワン・ヴァシリィ）
前ロシア皇帝。信長同様、死から復活しチンギス・ハーンの遺産を求めて大軍を率いてモンゴルに侵攻し、暴虐の限りを尽くす。残虐非道・冷酷無比な性格で恐怖体制を敷いて兵士たちを絶対服従させている。信長との対決に破れたことで恐怖体制から解放された部下に見捨てられ、その一人が放った槍で絶命する。
ゴルドフ
イワン雷帝の親衛隊長。イワン雷帝に殺されそうになったところを夢暴丸に救われる。イワン雷帝の死後は信長軍に加わる。
エリザベス1世
イングランド女王。激昂するとヒステリーを起こす。
信長の危険性を認めようとしなかったが、信長軍がヨーロッパの目前まで迫ると首脳会議に自ら出席し連合軍に加わる。
フェリペ2世
スペイン国王。有色人種を見下し信長の危険性を認めようとしなかったが、信長軍がヨーロッパの目前まで迫ると首脳会議に自ら出席し連合軍に加わる。ヨーロッパ連合軍の総司令官として織田軍を迎え撃つが、ボスポラス海峡で戦死する。
アンリ4世
フランス国王。信長の危険性を主張し、ヨーロッパ首脳会議の議長を務める。
フランシスコ・カブラル
ポルトガル人宣教師。信長の世界制覇の野望を知り、それを阻止するため光秀を扇動し、本能寺の変を引き起こさせる。信長の生存を知ると家康を扇動し、信長に謀反を起こさせる。
万暦帝
明帝国皇帝。側近は腐敗し、国民は貧困に苦しんでいるが、自分の財産のことばかり気にしている。
李成梁
明帝国軍人。ヌルハチの後盾。万暦帝に愛想を尽かしヌルハチ軍に降り、信長軍に加わる。
メフメト3世
オスマン帝国のスルタン。
アッバース大帝
サファヴィー朝の君主。一戦も交えずに夢暴丸に降伏する。
ルドルフ2世
神聖ローマ帝国の国王。
クレメンス8世
ローマ教皇。

## メディア展開

### コンピューターゲーム
1993年12月17日にスーパーファミコン用ソフトとしてインテックから発売。プレイヤーは信長となって天下統一を目指す。

### パチスロ
2010年1月にIGTジャパンから発売された。ARTを搭載した5号機。